# I'm Gonna Be (500 Miles)
"I'm Gonna Be (500 Miles)" er en sang der er skrevet og fremført af den skotske duo The Proclaimers, der blev udgivet som førstesinglen fra deres album Sunshine on Leith fra 1988. Sangen nåede nummer 11 på UK Singles Chart ved den oprindelige udgivelse, og det blev deres mest populære sang på verdensplan, hvor den nåede nummer 1 på Island og i både Australien og New Zealand i 1990.
I 1993, efter den blev brugt i den amerikanske film Benny & Joon, blev sangen udgivet i Nordamerika og i mange andre lande rundt om i verden, og den nåede nummer 5 på både på US Billboard Hot 100 og Canadian Hot 100. I 2007 genindspillede The Proclaimers sangen med de engelske komikere Peter Kay and Matt Lucas til Comic Relief, hvor de opnåede at få sangen til toppen af den britiske singlehitliste, hvilket var langt bedre end den oprindelige udgivelse.
"I'm Gonna Be (500 Miles)" har blevet en fast del af gruppens okncerter. De spillede den til Edinburgh 50,000 – The Final Push på Murrayfield Stadium den 6. juli 2005, der var den sidste koncert under Live 8, for at symbolisere afslutningen på "The Long Walk to Justice".

## Baggrund
Sangen blev hovedsageligt skrevet af Craig Reid i midten af 1987, mens han ventede på at skylle rejse til en Proclaimers-koncert i Aberdeen. Reid har udtalt at "jeg kan huske, at jeg sad ved klaveret og akkorderne kom til mig. I tror jeg skrev hele sangen på 45 minutter. Jeg vidste, at det var en god sang, muligvis en single, men jeg havde ingen ide om, hvor populær den ville blivee." Reid har sagt at indtægterne fra denne sang er omkring fem gange så store som for alt resten af deres materiale tilsammen.

## Spor
Alle numre er skrevet af og komponeret af Charlie og Craig Reid, bortset fra hvor andet er noteret.
- 7" single
  1. "I'm Gonna Be (500 Miles)" – 3:37
  2. "Better Days" – 3:14
- 12" single
  1. "I'm Gonna Be (500 Miles)" – 3:37
  2. "Better Days" – 3:14
  3. "Teardrops" – 2:33
- CD single
  1. "I'm Gonna Be (500 Miles)" – 3:37
  2. "Better Days" – 3:14
  3. "Teardrops" – 2:33
  4. "I Can't Be Myself" (Merle Haggard) – 2:30

## Hitlister
| Hitliste (1988-1990)                             | Højeste placering |
| ------------------------------------------------ | ----------------- |
| Australien (ARIA)                                | 1                 |
| Iceland (Tonlist)                                | 1                 |
| Irland (IRMA)                                    | 14                |
| New Zealand (RIANZ)                              | 1                 |
| Storbritannien Singles (Official Charts Company) | 11                |

| Hitliste (1993)                   | Højeste placering |
| --------------------------------- | ----------------- |
| Østrig (Ö3 Austria Top 40)        | 5                 |
| Belgien (Ultratop 50 Flanderen)   | 42                |
| Canada (RPM)                      | 4                 |
| Tyskland (Official German Charts) | 40                |
| Schweiz (Schweizer Hitparade)     | 36                |
| USA Billboard Hot 100             | 3                 |

| Hitliste (1989)                 | Placering |
| ------------------------------- | --------- |
| Australia (ARIA)                | 3         |
| Canada Top Singles (RPM)        | 47        |
| New Zealand (Recorded Music NZ) | 6         |